# 더 리추얼
"더 리추얼"(영어: The Ritual)은 2025년 개봉한 미국의 공포 영화이다.

## 출연진

### 주연
- 알 파치노 - 테오필루스 리징거 신부  역
- 댄 스티븐스 - 조셉 슈타이거 신부 역
- 애슐리 그린 - 로즈 수녀 역
- 아비가일 코웬 - 에마 슈미트 역
- 패트리샤 히튼 - 원장수녀 역